# Robbantsunk bankot!
A Robbantsunk bankot! (eredeti cím: Faites sauter la banque!) 1964-ben bemutatott francia bűnügyi filmvígjáték Louis de Funès főszereplésével. Az eredetileg fekete-fehér film színes verzióját 1983-ban mutatták be.

## Cselekmény
|  | Alább a cselekmény részletei következnek! |

Victor Garnier vadász- és horgászbolt tulajdonos, tiszteletreméltó kiskereskedő. Egy napon a boltjával szemben lévő bank igazgatója rábeszéli, vegyen egy bizonyos afrikai aranybányára vonatkozó részvényt kockázat nélkül, pár hónap alatt duplájára fog nőni az értékük. Victor megbízik a bankárban, a család összes pénzén titokban részvényt vesz.
Pár hét múlva rossz hírek érkeznek, az aranybányát államosították, a részvények értéke nullára csökkent, a család teljes megtakarított pénze odalett. A teljesen feldúlt Victor először a bankár lelövésén spekulál, ám a hétvégi misén a szentbeszéd jobb belátásra készteti. Eszerint a megoldás: csendben, botrány nélkül visszavenni az eltulajdonított javakat, felnyitni a tettes szemét, hogy lássa, miféle bűnt követett el, majd megbocsátani neki, ahogy Isten is majd megbocsát, ha ő megbánja tetteit...
A pap szavainak kissé furcsa értelmezése során Victor arra a következtetésre jut, csak úgy tudja pénzét visszaszerezni, ha kirabolja a pár méternyire, az utca másik oldalán álló bankot. A legbiztosabb módszer a pincéből alagutat ásni, egyenest a bank föld alatti páncéltermébe. Az ásás azonban nem várt nehézségekbe ütközik. Profi szerszámokat kell venniük, először rosszul kezdenek hozzá, ezért a tárna beomlik, ezután egy építőmunkástól kér Victor pinceépítésre hivatkozva tanácsot. Véletlenül lyukat vágnak a víznyomócsőbe, rossz felé ásnak, ezért a bank helyett a metró alagútjában kötnek ki, a szenesemberek Victor fiára öntik a szenet a pincében, váratlanul vidéki rokonok érkeznek. Az akciót nehezíti, hogy Victor lánya és a bank egyik fiatal tisztviselője, Philippe között szerelem alakul ki.
Végre eljutnak a bank betonkockákból álló falához. Ekkor jön a hír, meghalt Marie néni, a vidéki rokon. Victor felesége és a gyerekek elutaznak a temetésre. Victor egész éjjel a pincében dolgozik, reggel elfelejti a boltot is kinyitni. A szomszédok a bezárt üzletet látva összegyűlnek, megindul a pletyka, később már a helyi biciklis rendőr is gyanakodni kezd, hogy Victorral történt valami. Este bemegy a boltba, látja a földmunka nyomait, a család sehol. Victor arra hivatkozik, gombát termel a pincében, de a rendőr gyanúja szerint eltette láb alól feleségét és elásta a pincében. Már pisztollyal fenyegeti, hogy mutassa meg vagy a pincét, vagy a feleségét, amikor az utolsó pillanatban hazaérkezik a család. A rendőr kénytelen csalódottan távozni.
Elérkezik az utolsó éjszaka, reggelre végre kell hajtani az akciót, ám újabb kellemetlenség támad, Victor lányának udvarlója, Philippe, a lányt keresve megtalálja az alagutat. Mikor azt mondják neki, lőteret építenek a pincében, annyira fellelkesül, hogy maga töri át a bank falát. Egyenest a trezorban kötnek ki, ahol egy rakás aranyrúd áll.
A főnökénél sokkal becsületesebb fiatal tisztviselő csak most látja valójában miről van szó. Megpróbálja jobb belátásra bírni a családot, de mindhiába, Victorék kirámolnak egy rakás aranyrudat. Megpróbálják berobbantani az alagutat, ám a patronok a nedvesség miatt besülnek. Hamarosan nyit a bank, a trezor fala feltörve, az alagút a bolt pincéjébe vezet. Mivel a fiatal bankár nem akarja szerelmét börtönben látni, nyitás előtt maga rakja vissza a fal kiesett köveit. Míg cementez, nem veszi észre, hogy elbújva valaki figyeli. A bankigazgató az, aki már egy ideje szélhámos módon cserélgeti az aranyrudakat aranyozott ólomra.
A fiatalember visszamegy az üzletbe, hogy az ellopott aranyrudakat visszacsempéssze a trezorba, ám észreveszik, a rudak nem aranyból vannak. Ekkor, mintha mi sem történt volna, mosolyogva beállít a boltba az igazgató, horog vásárlása ürügyén. Victor csaló szélhámosnak nevezi a részvények és a kicserélt rudak miatt, mire az igazgató visszakérdez, miért, hol szerezték őket? Rámutat, ha Victor feljelentené csalásért, azt is be kellene vallania, hogy betört a bankba. Mivel a trezor fala rendbe van hozva, a leltárig még van fél év, tán jobb lenne, ha az egész ügyet titokban tartanák.
Végül kiegyeznek, a fiatal tisztviselőt előléptetik, ő lesz a trezor felügyelője és a bank befektetési tanácsadója. A legközelebbi vizsgálatig mindent szépen helyrehoznak, a tanácsokból Victorék is szépen fognak profitálni. A fiatalok az igazgató költségén elutazhatnak egy szép nászútra. Minden szépen elrendeződött, mindenki boldog, ám ekkor váratlanul mégis sorra berobbannak az alagútban elhelyezett töltetek, az egész ház megremeg, a lebukás teljes...  
|  | Itt a vége a cselekmény részletezésének! |

## Szereplők
| Szereplő                                          | Színész              | Magyar hang            | Magyar hang                                       |
| Szereplő                                          | Színész              | 1. szereposztás (1965) | 2. szereposztás (2006)                            |
| ------------------------------------------------- | -------------------- | ---------------------- | ------------------------------------------------- |
| Victor Garnier, horgász- és vadászbolt tulajdonos | Louis de Funès       | Pongrácz Imre          | Balázs Péter                                      |
| Eliane, Victor felesége                           | Yvonne Clech         | Bánki Zsuzsa           | Kovács Nóra                                       |
| André Durand-Mareuil, a bankár                    | Jean-Pierre Marielle | Mensáros László        | Mihályi Győző                                     |
| Isabelle, Victor nagyobbik lánya                  | Anne Doat            | Balogh Zsuzsa          | Németh Borbála                                    |
| Corinne, Victor kisebbik lánya                    | Catherine Demongeot  | Németh Kati            | Czető Zsanett                                     |
| Gérard, Victor fia                                | Michel Tureau        | Kertész Péter          | Czető Roland                                      |
| Philippe Brecy, gyakornok bankár                  | Jean Valmont         | Tordy Géza             | Selmeczi Roland                                   |
| Pap                                               | Claude Piéplu        | Bodor Tibor            | Cs. Németh Lajos                                  |
| Casimir, liége-i rokon                            | Michel Dancourt      | ?                      | Kerekes József                                    |
| Poupette, Casimir felesége, liége-i rokon         | Alix Mahieux         | Dallos Szilvia         | Molnár Zsuzsa                                     |
| Gerber, a bank biztonsági őre                     | Georges Adet         | ?                      | ?                                                 |
| Mireille, csinos lány, Gérard titkos szerelme     | Myriam Michelson     | ?                      | Haffner Anikó                                     |
| Biciklis rendőr                                   | Georges Wilson       | Bessenyei Ferenc       | Rosta Sándor                                      |
| Ügyfél a bankban, nagy köteg pénzzel              | Nicole Chollet       | ?                      | ?                                                 |
| Bejárónő az üzletben                              | Florence Blot        | ?                      | Illyés Mari                                       |
| Építésvezető                                      | Jean Lefebvre        | ?                      | Forgács Gábor                                     |
| Angol kolléga a bankban                           | Colin Drake          | ?                      | Verebély Iván                                     |
| Rendőrfelügyelő                                   | Philippe Dumat       | Avar István            | Imre István                                       |
| A bisztró tulajdonosa                             | Yves Elliot          | Somogyvári Pál         | Kapácsy Miklós                                    |
| Eladó a barkácsüzletben                           | Jean Droze           | ?                      | Katona Zoltán                                     |
| További szereplők                                 | –                    | Verebély Iván          | Bókai Mária Csuha Lajos Orosz István Pálfai Péter |

## Magyarországi forgalmazás
A film fekete-fehér, eredeti verzióját viszonylag kis késéssel adták a magyar mozikban. Televízióban a színes, újraszinkronizált verziót több alkalommal leadták, 2010 körül DVD változatban is megjelent.